# Odersberg
Odersberg ist ein Ortsteil der Gemeinde Greifenstein im mittelhessischen Lahn-Dill-Kreis am Rand des hessischen Westerwaldes.

## Geographie
Der Ort liegt in einer Höhe von ca. 475 m über NN (Ortsmitte) und wird vom Leyenbach durchflossen.
Die nächstgelegenen Städte sind Herborn (etwa 13 km nordöstlich) und Weilburg (ca. 13 km südlich). In der weiteren Umgebung befinden sich die Städte Dillenburg (ca. 20 km nordöstlich), Wetzlar (ca. 25 km östlich), Gießen (ca. 40 km im Osten), Siegen (ca. 45 km nördlich) und Limburg an der Lahn (ca. 25 km südwestlich)
Die nächsten Großstädte sind Frankfurt am Main (ca. 70 km südöstlich) und Köln (ca. 100 km westlich).
Odersberg liegt am Kreuzungspunkt einiger Hauptverbindungsstraßen der Region. So verläuft die Verbindung von Weilburg nach Siegen (über Driedorf) durch den Ort und die Ortsumgehung bildet die Verbindungsstraße von Herborn nach Limburg an der Lahn.

## Geschichte

### Ortsgeschichte
Die älteste bekannte schriftliche Erwähnung von Odersberg erfolgte unter dem Namen Oderßberg im Jahr 1324.
Daher wurde im Jahr 1999 das Jubiläum 675 Jahre Odersberg gefeiert.
Hessische Gebietsreform (1970–1977)
Zum 1. Januar 1977 wurde die bis dahin selbständige Gemeinde Odersberg im Zuge der Gebietsreform in Hessen mit den bis dahin ebenfalls selbstständigen Gemeinden Greifenstein, Arborn, Beilstein, Nenderoth und Ulmtal durch das Gesetz zur Neugliederung des Dillkreises, der Landkreise Gießen und Wetzlar und der Stadt Gießen zur neuen Gemeinde Greifenstein zusammengeschlossen. Für Odersberg wurde, wie für alle ehemals eigenständigen Gemeinden von Greifenstein, ein Ortsbezirk mit Ortsbeirat und Ortsvorsteher nach der Hessischen Gemeindeordnung gebildet. Sitz der Gemeindeverwaltung wurde der Ortsteil Beilstein.

### Verwaltungsgeschichte im Überblick
Die folgende Liste zeigt die Staaten bzw. Herrschaftsgebiete und deren untergeordnete Verwaltungseinheiten, in denen Odersberg lag:
- 14. Jahrhundert: Heiliges Römisches Reich, Nassau-Dillenburg, Kalenberger Zent
- 1343–1561: Heiliges Römisches Reich, Nassau-Beilstein, Amt Beilstein
- 1562–1606: Heiliges Römisches Reich, Nassau-Dillenburg, Amt Beilstein
- 1607–1620:  Heiliges Römisches Reich, Nassau-Beilstein, Amt Beilstein
- ab 1621 Heiliges Römisches Reich, Grafschaft/Fürstentum Nassau-Diez, Amt Beilstein
- ab 1790: Heiliges Römisches Reich, Fürstentum Nassau-Diez, Amt Mengerskirchen
- 1806–1813: Großherzogtum Berg, Département Sieg, Arrondissement Dillenburg, Kanton Driedorf
- 1813–1815: Fürstentum Nassau-Oranien, Amt Mengerskirchen
- ab 1816: Herzogtum Nassau, Amt Herborn
- ab 1849: Herzogtum Nassau, Kreisamt Herborn
- ab 1854: Herzogtum Nassau, Amt Herborn
- ab 1867: Norddeutscher Bund[Anm. 1], Königreich Preußen, Provinz Hessen-Nassau, Regierungsbezirk Wiesbaden, Dillkreis
- ab 1871: Deutsches Reich, Königreich Preußen, Provinz Hessen-Nassau, Regierungsbezirk Wiesbaden, Dillkreis
- ab 1918: Deutsches Reich, Freistaat Preußen, Provinz Hessen-Nassau, Regierungsbezirk Wiesbaden, Dillkreis
- ab 1932: Deutsches Reich, Freistaat Preußen, Provinz Hessen-Nassau, Regierungsbezirk Wiesbaden, Landkreis Dillenburg
- ab 1933: Deutsches Reich, Freistaat Preußen, Provinz Hessen-Nassau, Regierungsbezirk Wiesbaden, Dillkreis
- ab 1944: Deutsches Reich, Freistaat Preußen, Provinz Nassau, Dillkreis
- ab 1946: Amerikanische Besatzungszone, Land Hessen, Regierungsbezirk Wiesbaden, Dillkreis
- ab 1949: Bundesrepublik Deutschland, Land Hessen, Regierungsbezirk Wiesbaden, Dillkreis
- ab 1968: Bundesrepublik Deutschland, Land Hessen, Regierungsbezirk Darmstadt, Dillkreis
- ab 1977: Bundesrepublik Deutschland, Land Hessen, Regierungsbezirk Darmstadt, Lahn-Dill-Kreis, Gemeinde Greifenstein[Anm. 2]
- ab 1981: Bundesrepublik Deutschland, Land Hessen, Regierungsbezirk Gießen, Lahn-Dill-Kreis, Gemeinde Greifenstein

### Bevölkerung
Einwohnerstruktur 2011
Nach den Erhebungen des Zensus 2011 lebten am Stichtag dem 9. Mai 2011 in Odersberg 282 Einwohner. Darunter waren 6 (2,1 %) Ausländer.
Nach dem Lebensalter waren 51 Einwohner unter 18 Jahren, 108 waren zwischen 18 und 49, 66 zwischen 50 und 64 und 57 Einwohner waren älter.
Die Einwohner lebten in 108 Haushalten. Davon waren 18 Singlehaushalte, 36 Paare ohne Kinder und 42 Paare mit Kindern, sowie 9 Alleinerziehende und 3 Wohngemeinschaften. In 21 Haushalten lebten ausschließlich Senioren und in 69 Haushaltungen leben keine Senioren.
Einwohnerentwicklung
| Odersberg: Einwohnerzahlen von 1834 bis 2020 | Odersberg: Einwohnerzahlen von 1834 bis 2020 | Odersberg: Einwohnerzahlen von 1834 bis 2020 | Odersberg: Einwohnerzahlen von 1834 bis 2020 | Odersberg: Einwohnerzahlen von 1834 bis 2020 |
| --- | -------------------------------------------- | -------------------------------------------- | -------------------------------------------- | -------------------------------------------- |
| Jahr |                                              |                                              |                                              | Einwohner                                    |
| 1834 | 1834                                         |                                              | 205                                          | 205                                          |
| 1840 | 1840                                         |                                              | 225                                          | 225                                          |
| 1846 | 1846                                         |                                              | 230                                          | 230                                          |
| 1852 | 1852                                         |                                              | 237                                          | 237                                          |
| 1858 | 1858                                         |                                              | 247                                          | 247                                          |
| 1864 | 1864                                         |                                              | 244                                          | 244                                          |
| 1871 | 1871                                         |                                              | 221                                          | 221                                          |
| 1875 | 1875                                         |                                              | 234                                          | 234                                          |
| 1885 | 1885                                         |                                              | 230                                          | 230                                          |
| 1895 | 1895                                         |                                              | 215                                          | 215                                          |
| 1905 | 1905                                         |                                              | 184                                          | 184                                          |
| 1910 | 1910                                         |                                              | 194                                          | 194                                          |
| 1925 | 1925                                         |                                              | 224                                          | 224                                          |
| 1939 | 1939                                         |                                              | 201                                          | 201                                          |
| 1946 | 1946                                         |                                              | 288                                          | 288                                          |
| 1950 | 1950                                         |                                              | 283                                          | 283                                          |
| 1956 | 1956                                         |                                              | 278                                          | 278                                          |
| 1961 | 1961                                         |                                              | 272                                          | 272                                          |
| 1967 | 1967                                         |                                              | 266                                          | 266                                          |
| 1970 | 1970                                         |                                              | 280                                          | 280                                          |
| 1980 | 1980                                         |                                              | ?                                            | ?                                            |
| 1990 | 1990                                         |                                              | ?                                            | ?                                            |
| 2000 | 2000                                         |                                              | ?                                            | ?                                            |
| 2011 | 2011                                         |                                              | 278                                          | 278                                          |
| 2015 | 2015                                         |                                              | 267                                          | 267                                          |
| 2020 | 2020                                         |                                              | 247                                          | 247                                          |
| Datenquelle: Historisches Gemeindeverzeichnis für Hessen: Die Bevölkerung der Gemeinden 1834 bis 1967. Wiesbaden: Hessisches Statistisches Landesamt, 1968. Weitere Quellen: LAGIS |                                              |                                              |                                              |                                              |

Religionszugehörigkeit
| Quelle: Historisches Ortslexikon |                                                                     |
| 1885:                            | 229 evangelische (= 99,57 %), ein katholischer (= 0,43 %) Einwohner |
| 1961:                            | 235 evangelische (= 86,40 %), 37 katholische (= 13,60 %) Einwohner  |

## Ortsbeirat
Für den Ortsteil Odersberg gibt es einen fünfköpfigen Ortsbeirat mit Ortsvorsteher. Nach den Kommunalwahlen in Hessen 2021 ist der Ortsvorsteher Uwe Klees.

## Sehenswürdigkeiten
Zu den Sehenswürdigkeiten zählt das Wahrzeichen von Odersberg, die Alte Schule. Sie ist ein 1740 errichtetes Fachwerkhaus mit Dachreiter, das zunächst als Schulhaus genutzt wurde. Heute wird die sie als Gemeindehaus für regelmäßige Gottesdienste der Evangelischen Kirchengemeinde Nenderoth genutzt, die das Gebäude im Jahr 1969 erwarb.
1927 wurde die Neue Schule Odersberg erbaut, die bis 1966 als Schulhaus für die Odersberger Kinder genutzt wurde. Das Schulhaus wurde 1974 an privat verkauft.
An der westlichen Grenze der Odersberger Gemarkung erhebt sich der Nillkopf mit seinen 538 m über NN über den Ort. Er bietet Ausblick auf das Weil- und das Lahntal, und auf den Taunus mit dem Großen Feldberg.
Der Leyenbach, der in einem nahe gelegenen Waldstück, der „Pfeiffersheck“, entspringt stürzt am südlichen Rand der Gemarkung Odersberg Richtung Nenderoth zu Tal. Bei entsprechender Witterung (vornehmlich im Frühjahr oder Herbst) entsteht dort ein romantischer Wasserfall. Im Winter verwandelt sich dieser bei längeren Frostperioden in eine natürliche Eisskulptur.
Die Burg Greifenstein mit ihrem Glockenmuseum liegt etwas weiter östlich. Sie kann während der Öffnungszeiten von innen besichtigt werden.

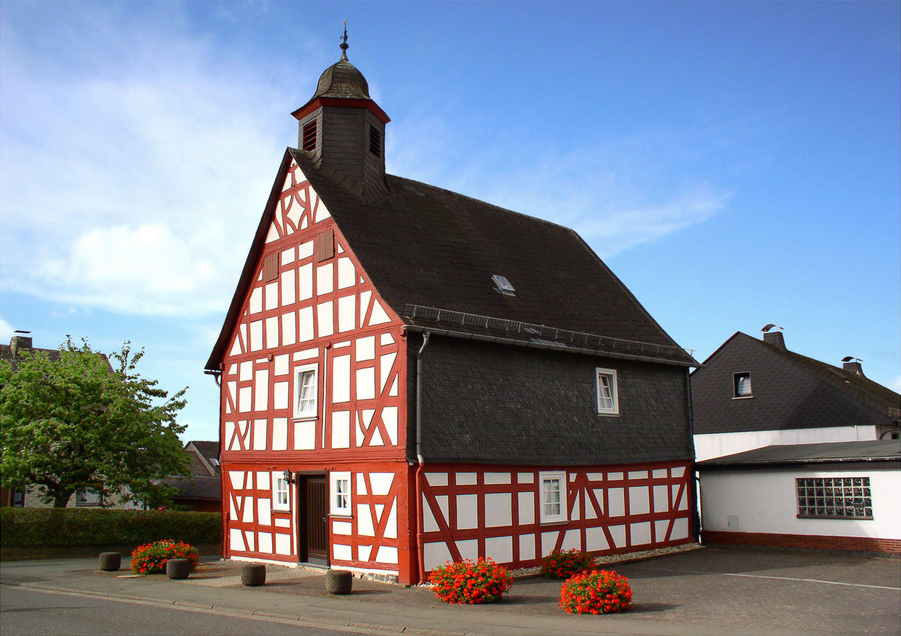
„Alte Schule“ Odersberg
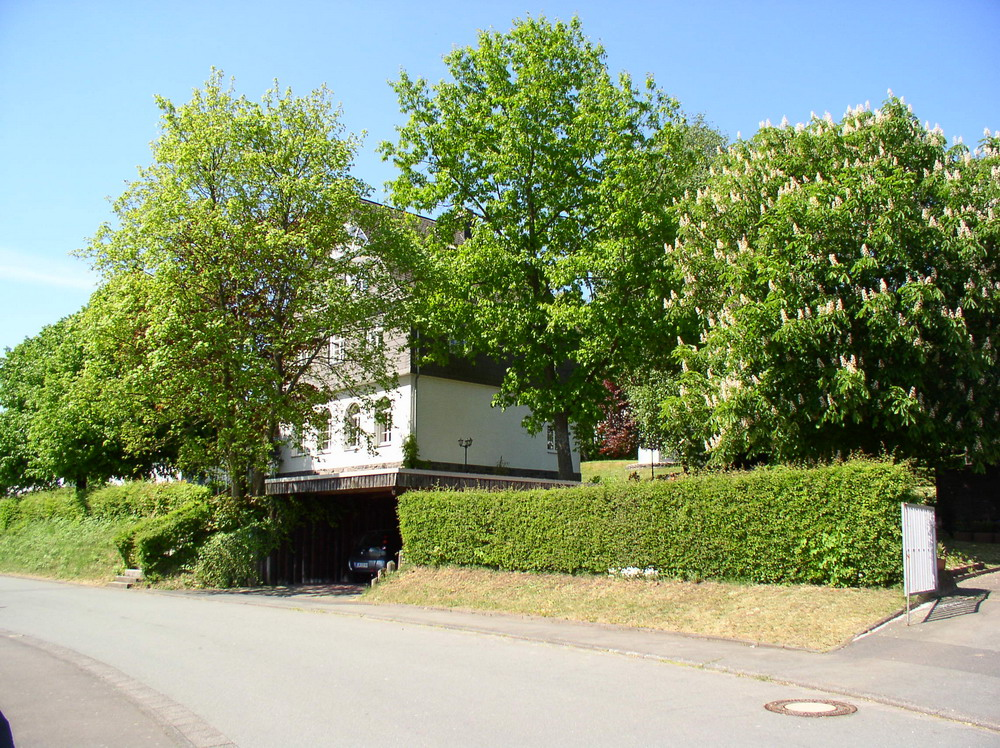
„Neue Schule“ Odersberg